# انتواع بيئي

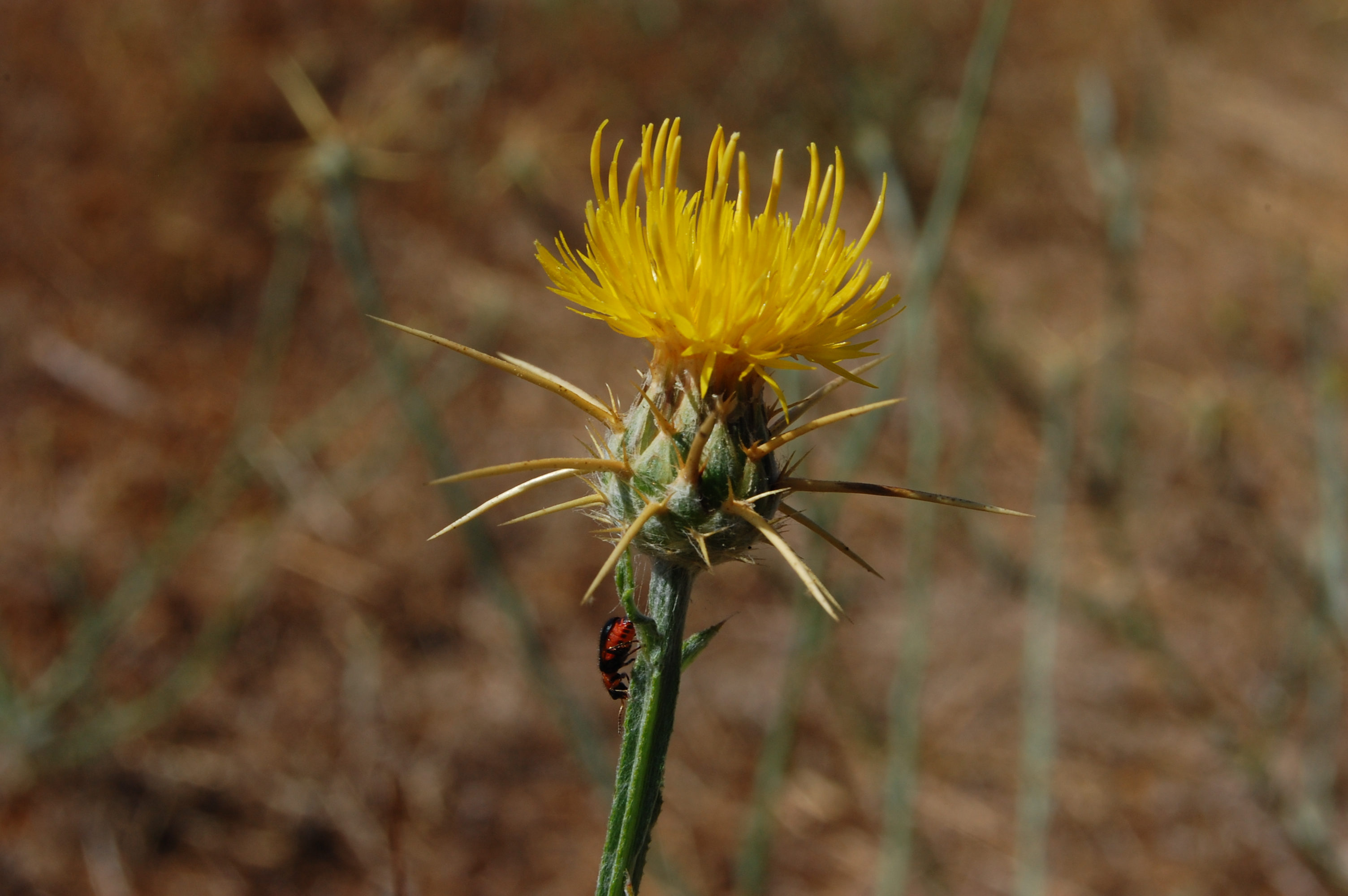
القنطريون الصيفي هو أحد أهم أمثلة الانتواع البيئي.

الانتِواع البيئي، هو العملية التي يتم من خلالها الاصطفاء الطبيعي التباعدي والقائم على البيئة، والذي يؤدي إلى خلق عزلة إنجابية بين السكان. ينتج الانتِواع البيئي غالبًا من الاختيار القائم على أساس السمات المرتبطة جينيًا بالعزلة الإنجابية؛ ويحدث بالتالي هذا الانتواع كمنتج ثانوي للتباعد التكيفي.
الانتقاء البيئي، هو «تفاعل الأفراد مع بيئتهم أثناء حصولهم على الموارد». يشارك الانتقاء الطبيعي في عملية الانتِواع، «ضمن الانتواع البيئي: يواجه الأفراد في بيئات مختلفة أو الأفراد الذين يتغذون على موارد مختلفة ضغوطًا انتقائية متباينة بشكل مباشر أو غير مباشر على الصفات التي تتعلق بتطوير العزلة الإنجابية». يوجد دليل على الدور الذي تلعبه البيئة في عملية الانتواع، إذ تدعم الدراسات التي أُجريت على مجموعة سمك أبو شوكة؛ الانتواع المُرتبط بالبيئة كمنتج ثانوي، جنبًا إلى جنب مع العديد من الدراسات الخاصة بالانتِواع الموازي -والتي تثبت حدوث الانتِواع في الطبيعة.
يُعد الفرق الرئيسي بين الانتِواع البيئي وأنواع الانتِواع الأخرى، هو أن الانتِواع البيئي ينجم عن الاصطفاء البيئي التباعدي بين المواطن المختلفة؛ على عكس الأنواع الأخرى من الانتِواع، مثل الانحراف الوراثي وتحديد الطفرات المُتنافرة في السكان الذين يتعرضون لضغوط انتقائية مماثلة، أو أشكال مختلفة من الاصطفاء الجنسي الذي لا ينطوي على الاصطفاء المُطبق على السمات المُرتبطة بيئيًا. يمكن أن يحدث الانتِواع البيئي إما كانتِواع ألوباتري أو سيمباتري أو براباتري. يُعتبر التكيف مع مختلف الظروف البيئية أو البيئية المجهرية هو الشرط الوحيد لحدوث الانتِواع.
يوجد بعض الجدال حول الإطار المتعلق بتحديد ما إذا كان الانتِواع هو حدث بيئي أم لا بيئي. «يشير التأثير المنتشر للاصطفاء إلى أن التطور التكيفي والانتواع لا يمكن فصلهما، وهو الأمر الذي يسلط الشك على إذا ما كان الانتِواع لا بيئيًا على الإطلاق».

## الانتواع المتوازي
الانتواع المتوازي، هو «حيث تتطور العزلة بين مجموعات مستقلة من الأنواع المتكيفة مع بيئات مختلفة أكثر مما تتطور بين مجموعات مستقلة متكيفة مع بيئات متماثلة». توجد الكثير من الأدلة على حدوث الانتواع البيئي «والمتراكمة من دراسات عن التكيف والعزلة الإنجابية».

## الأبحاث والأدلة الداعمة
تُعتبر أسماك شائك الظهر ذو الشوكات الثلاث من الأمثلة المعروفة على أنواع الانتِواع البيئي. ظهرت أنواع عديدة منها كنتيجة للتكيف مع الظروف المختلفة على أعماق مختلفة في بحيرات الماء العذبة. عُزلت أسلاف البهشية عما بقي من أنواع البهشية عندما انفصلت كتلة الأرض إلى غندوانا ولوراسيا منذ حوالي 82 مليون سنة، مما أدى إلى الفصل المادي بين مجموعات (الألوباتري) وبدء عملية تغيير للتكيف مع الظروف الجديدة، وتكيفت الأنواع الناجية من جنس هولي بمرور الوقت مع الميادين البيئية المختلفة. يُعتقد أن نوع أعشاب القنطريون الصيفي هو حالة من حالات الانتِواع البيئي -ظهرت العزلة الإنجابية في أقل من 200 عام كنتيجة للتكيف مع الظروف البيئية المختلفة بين النطاقات المحلية وغير المحلية.

### سمكة البعوض
يحدث الانتِواع المتوازي على سبيل المثال في أسماك البعوض في جزر البهاما حيث تسكن أسماك الغامبوزيا في «الجحور الزرقاء» في الكهوف الكربونية والمنخفضات التي غمرتها المياه في جميع أنحاء الجزر. اختبر مؤلفي الدراسة الانتِواع البيئي من خلال قياس ثلاث مجموعات مختلفة من البيانات: بيانات التشكل (لاختبار الاصطفاء الطبيعي التباعدي)، والبيانات الجزئية (لاختبار «تطور سمات متكررة في مجموعات مستلقة» مع أنماط ظاهرية مماثلة)، واختبارات خيار الشريك (لاختبار العزلة الإنجابية بين «الأزواج المتباعدة بيئيًا من السكان والأزواج المتشابهة بيئيًا من السكان»: منتج ثانوي عن سمات متباعدة). سمحت الدراسة بإجراء تجربة طبيعة لاختبار آثار الاصطفاء الطبيعي بوساطة الحيوانات المفترسة ومنتجها الثانوي: الانتِواع البيئي. بل واقترحت النتائج «تأكيدًا قويًا على فرضية الانتِواع البيئي» ودعمت بشكل كبير حدوث الانتِواع المتوازي داخل الجحور الزرقاء المختلفة.

### السقنقورية
مثال آخر على الانتِواع هو سحالي السقنقورية، حيث يمتلك جنس سحالي السقنقور ناتئ الأسنان تاريخًا تطوريًا معقدًا مع الانتِواع البيئي والمتوازي للأنواع الثلاثة (ضمن اثنين من الأنماط الشكلية): سكلتونيوس ولاغوانيسس وغيلبرتي. يعيش نوع الغيلبرتي في المناطق الجافة منخفضة الارتفاع، ويتميز بحجم جسم كبير ومقاييس ألوان موحدة وقوية، بينما يعيش النوعان الآخران في المناطق المرتفعة، ويتميزان بحجم جسم صغير ووجود خطوط ملونة على أجسامها. يمتلك أعضاء المجموعة مراحل ظاهرية مماثلة خلال التطور المبكر ولكنهم يختلفون في التشكل خلال المراحل اللاحقة. أظهر تحليل علم الوراثة العرقي باستخدام الدنا المتقدرة على المجموعة بأكملها (بما في ذلك جميع الأنواع والأنواع الفرعية من مجموعة أم الحيات التي تقطن غرب الولايات المتحدة)، إلى جانب المناهج المُقارنة في التشكل «حالات للتطور المورفولوجي الموازي. وقدم دليل على أن هذا النظام منسجم مع نموذج الانتِواع البيئي» وذلك بسبب «التشابه في المسارات الجينية المبكرة والترابط الوثيق بين الاختلافات الموجودة في حجم الجسم ونمط (أنماط) اللون» لكل نمط مورفولوجي.